# Peninsular Ranges

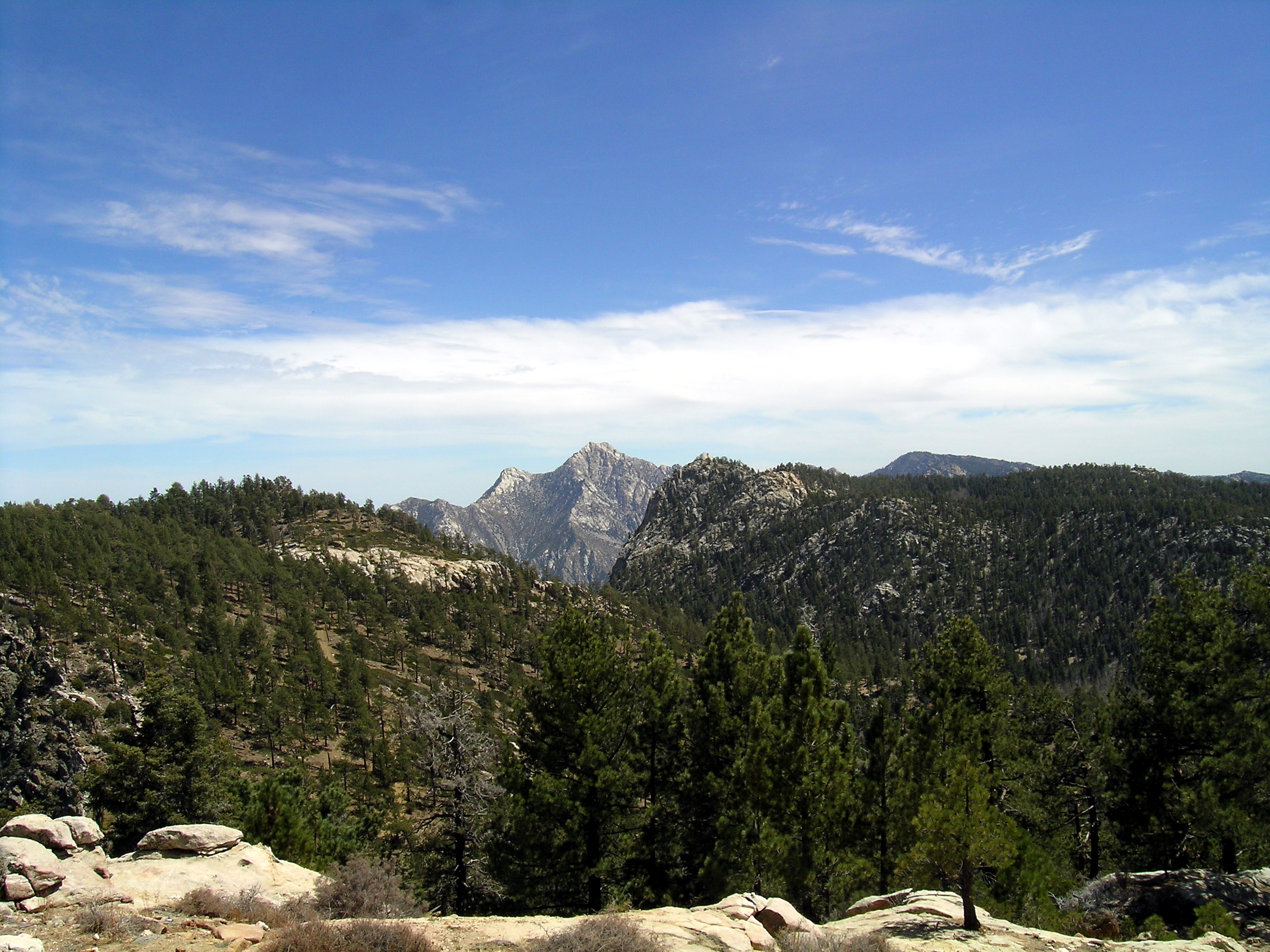
Vue des Peninsular Ranges au Mexique.

Les Peninsular Ranges sont un ensemble de chaînes de montagnes réparties entre l'État de Californie aux États-Unis et la péninsule de Basse-Californie au Mexique et appartenant aux chaînes côtières du Pacifique. Elles culminent au pic San Jacinto à 3 293 mètres d'altitude.

## Subdivisions
- Monts Santa Ana (Californie)
- Chino Hills (Californie)
- Monts San Jacinto (Californie)
- Chaînon Palomar Mountain (Californie)
- Monts Laguna (Californie)
- Sierra de Juárez (Basse-Californie au Mexique)
- Sierra de San Pedro Mártir (Basse-Californie au Mexique)
- Sierra de la Giganta (Basse-Californie au Mexique)
- Sierra de la Laguna (Basse-Californie au Mexique)